# Skyline Drive

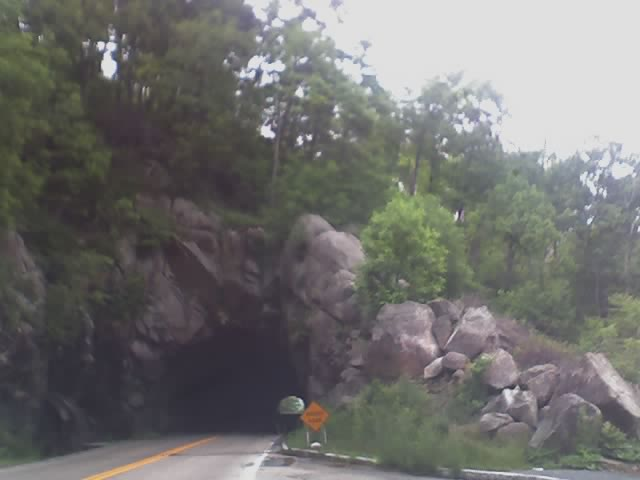
Mary Rock Tunnel

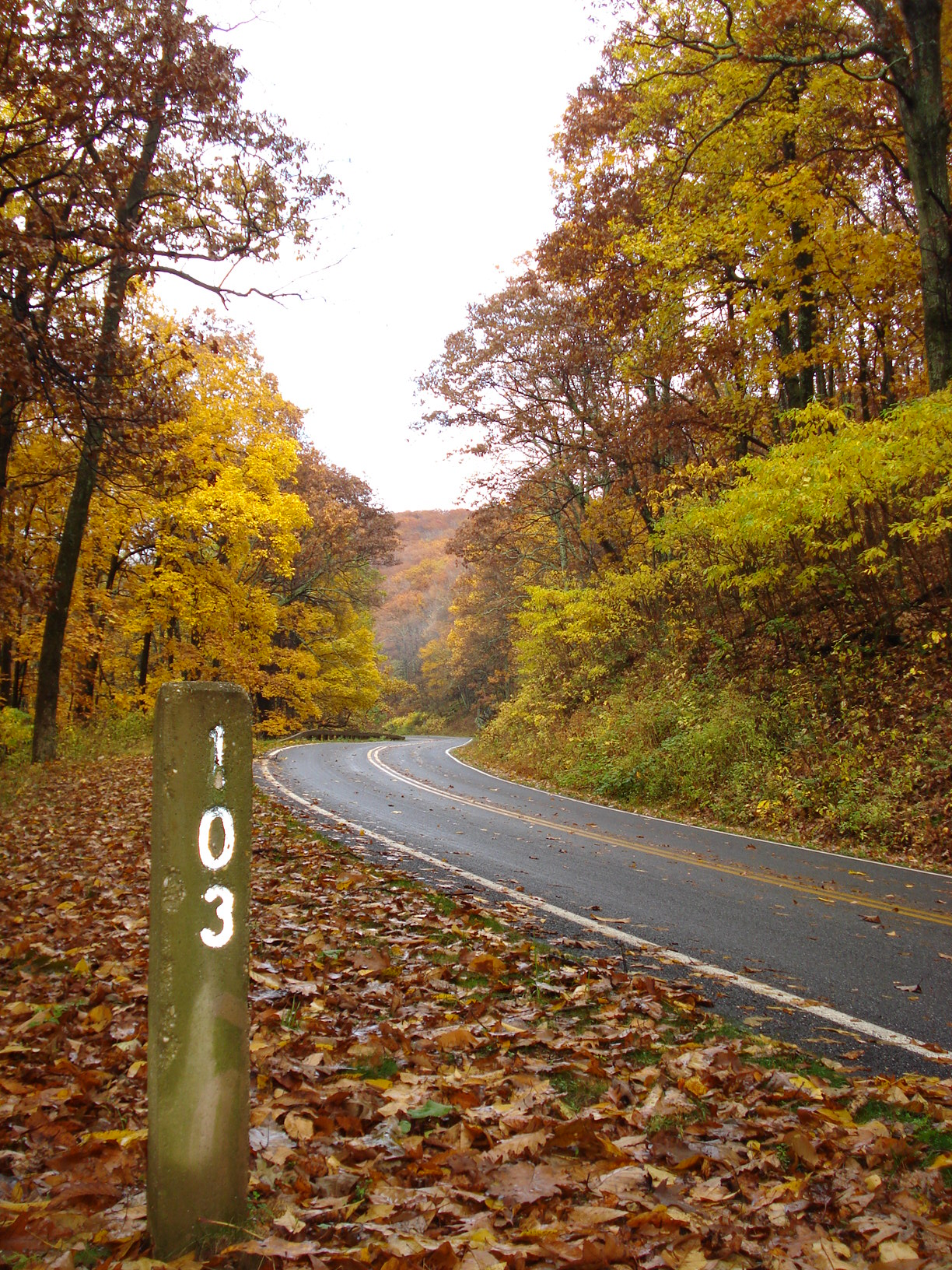
Solche Pfosten stehen an der Westseite der Straße (in Fahrtrichtung Süd) und sind von 0 bis 105 von Norden nach Süden durchnummeriert.

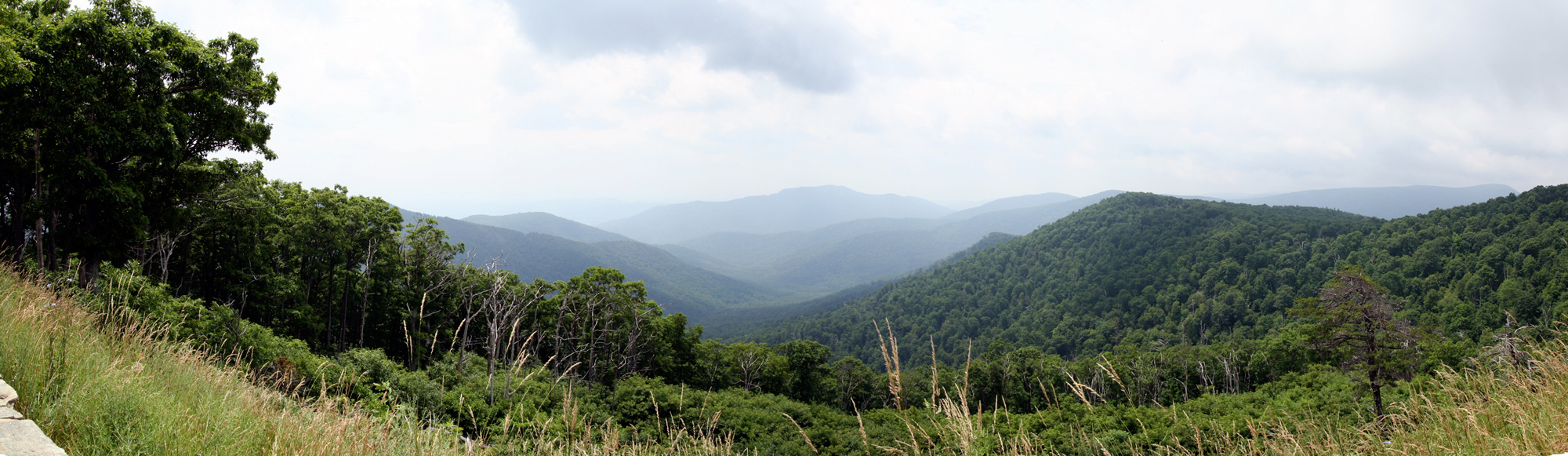
Aussicht vom Skyline Drive

Der Skyline Drive ist eine 169 km lange Touristen- und Panoramastraße durch den Shenandoah-Nationalpark im US-Bundesstaat Virginia. Sie führt im Interesse der Aussicht nahe der Bergkämme entlang, 75 Aussichtspunkte sind speziell ausgewiesen. Die Straße ist für den Güterverkehr gesperrt und hat durchgehend eine Geschwindigkeitsbegrenzung auf 35 mph.
Die Straße wird besonders im Herbst während der Laubfärbung frequentiert. Der National Scenic Byway wird jährlich von zwei Millionen Menschen befahren. Die Strecke führt durch den Nationalpark vom nördlichen Anfangspunkt Front Royal am U.S. Highway 340 zum südlichen Endpunkt am Rockfish Gap (Interstate 64 sowie U.S. Highway 250). Unterwegs gibt es Kreuzungen mit dem U.S. Highway 211 am Thornton Gap sowie dem U.S. Highway 33 am Swift Run Gap.

## Geschichte
Der Skyline Drive entstand aus einem Projekt der Works Progress Administration während der Weltwirtschaftskrise. Für den schwierigen und gefährlichen Bau mussten zunächst Einschnitte an den Bergen vorgenommen werden, um eine für den Verkehr genügend breite Straße bauen zu können. 1931 begannen die Bauarbeiten, 1939 konnte der Abschnitt vom Rockfish Gap zum Swift Run Gap fertiggestellt werden. Am Bau waren außerdem die Civilian Conservation Corps beteiligt. Sie waren u. a. mit dem Aufstellen von Schutzplanken, dem Einrichten von Aussichtspunkten und dem Pflanzen vieler Bäume und Sträucher entlang der Straße beschäftigt.
Bereits 1933 begannen Überlegungen, die Straße nach Süden bis zum rund 700 km entfernten Great-Smoky-Mountains-Nationalpark zu verlängern. Der Bau des Blue Ridge Parkways begann 1936, also noch vor Fertigstellung des Skyline Drives. Er wurde durch den Zweiten Weltkrieg und fehlende Mittelzuweisungen stark verzögert und erst 1987 abgeschlossen.
Der Skyline Drive wurde im April 1997 als Historic District in das National Register of Historic Places eingetragen. Seit Oktober 2008 hat er den Status eines National Historic Landmarks.